# Col des Rochilles
Pour les articles homonymes, voir Rochilles.
Ne doit pas être confondu avec Seuil des Rochilles.
Le col des Rochilles est un petit col de montagne de France situé en Savoie, au-dessus de Valloire. S'élevant à 2 491 mètres d'altitude, il est entouré du pic de l'Aigle (2 776 m) et de la pointe de la Plagnette (2 717 m) au nord et de la pointe de la Fourche (2 838 m) et du pic de la Ceinture (2 779 m) au sud. Il se trouve entre le camp des Rochilles situé juste en contrebas à l'ouest et l'ouvrage des Rochilles, des fortifications de la ligne Maginot implantées dans la paroi de la crête de la Blanche qui descend de l'aiguille Noire, au-dessus du seuil des Rochilles, à l'est.